# Hay Foot, Straw Foot
Hay Foot, Straw Foot er en amerikansk stumfilm fra 1919 af Jerome Storm.

## Medvirkende
- Charles Ray som Ulysses S. Grant Briggs
- Doris May som Betty Martin
- William Conklin som Harry Weller
- Spottiswoode Aitken som Thaddeus Briggs
- J. P. Lockney som Jeff Hanan